# فتح مقصود
فتح مقصود هي قرية في مقاطعة نمين، إيران. عدد سكان هذه القرية هو 48 في سنة 2006.